# モンレアーレ大聖堂
モンレアーレ大聖堂（モンレアーレだいせいどう、イタリア語: Duomo di Monreale）はイタリア南部のパレルモ県モンレアーレ（シチリア島）に存在する大聖堂で、ノルマン建築様式の代表的遺産の1つ。イタリアの指定保護文化財建造物となっており、2015年にはパレルモの建造物群などとともに、世界遺産リストに登録された。

## 概要
モンレアーレ大聖堂は1174年、グリエルモ2世の命により被昇天の聖母に捧げる教会として建設が開始され、1182年に完成した。1184年にルキウス3世が出した教皇勅書によって首都大司教管区に昇格された。
建設当時は12の塔を持つ巨大な壁に取り囲まれた大規模な司教宮と修道院があったが、現在は遺構として塔の一部がわずかに残っているものの、その他の建造物の多くは再建によるものである。1200年ごろに完成したと見られる僧房や食堂、回廊は大部分が建設当時ものである。

## 回廊

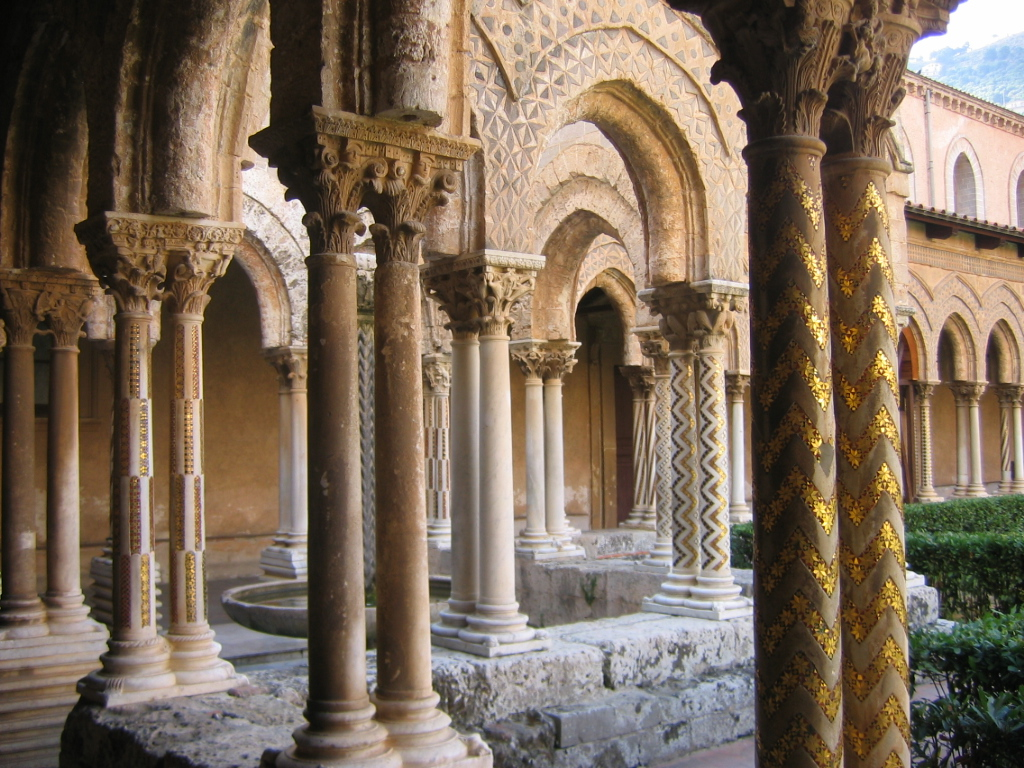
修道院の回廊

棕櫚や無花果が植えられた正方形の中庭を囲むアラブ・ノルマン様式の柱とアーチからなる回廊の保存状態は良く、この種の建造物としては規模の上でも重要な現存例である。回廊内の面積はおよそ2,200平方メートル。ひし形模様が施された尖頭アーチを支えるのは2本の柱が1組となった脚で、合計216本の白大理石製柱が使用されている。柱は未装飾の対と、細かな幾何学模様で彩色が施された対が交互に並べられている。彩色には金、ガラスのテッセラが使用され、垂直の帯模様や、縦または横方向の山路紋模様が何重にもかけられた柱身があり、同じ模様はないとされる。柱頭には一つ一つ、聖書をもとにした別々の寓意画が葉飾りとともに描かれている。回廊の一角には僧侶のトイレとして大理石の噴水が設けられた四角形の区域があり、その様式から制作はムスリムの彫刻家によるものと考えられる。

## 教会内部

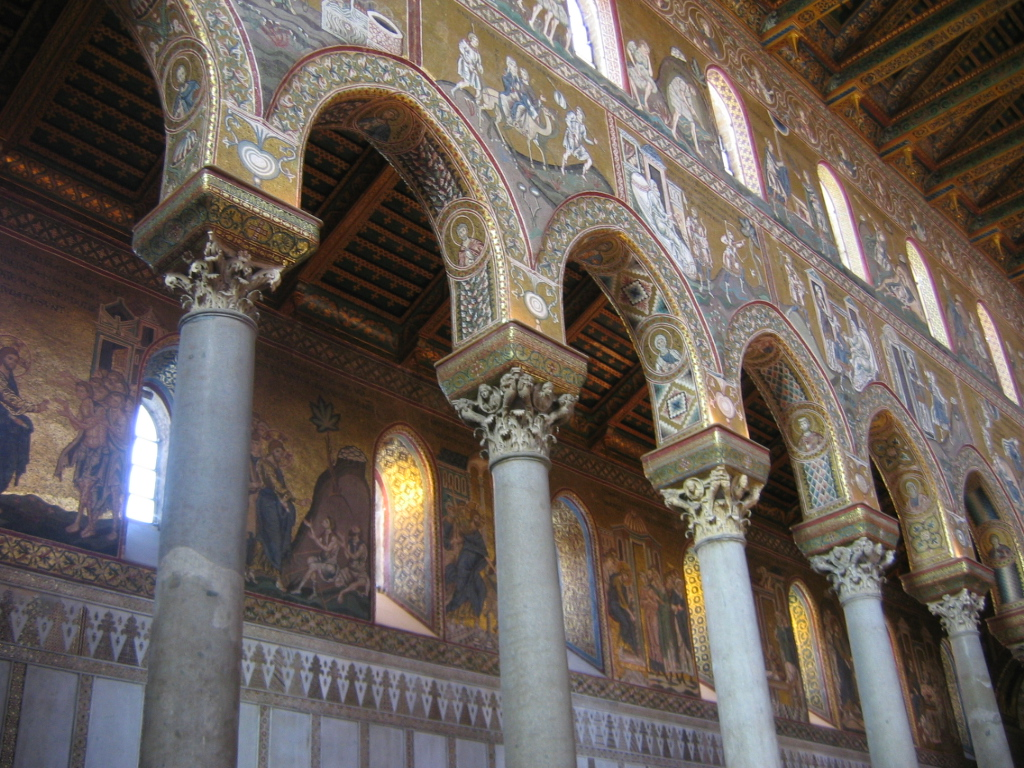
モンレアーレ大聖堂内部

教会の平面配置は正教会建築とカトリック教会建築の折衷となっている。西側の身廊部分はイタリア風バシリカだが、内陣がある東側はシリアをはじめとする東方諸国に多くの例が残る初期の三つ葉型アプスを思わせる。まるで東西で2つの異なる教会が張り合わされたような構造である。
バシリカ部分の身廊は全体的に幅広であるが、側廊は狭くとられている。両側合わせて8つの尖頭アーチを支えるのは1本を除いて一枚岩（1本は雲母大理石）が使用されている東方由来の灰色花崗岩製支柱である。これらのコリント式柱頭もまた初期の様式を伝えている。トリフォリウムはなく、身廊、側廊をはじめとする他の箇所と同様に簡素な装飾を持つ2つの窓からなる明り層が高い位置に設けられており、教会内に十分な光量を取り込んでいる。
東側の正教会建築様式部分は身廊よりもさらに広い幅と高さを持っている。この部分も中央の空間と両側に側廊を持つ構造となっており、それらの廊の東端が三つ葉型のアプスを形成している。屋根は傾斜が緩く、木造のものがそのまま露出した全体的に単純な構造であるが、鮮やかな彩色が施されている。現在の屋根は大部分が復元である。身廊の西側にある2つの突出部分は塔となっていて、その間が拝廊（入口）となっている。西端にはかつて巨大なアトリウムがあったが現在は完全に失われており、ジョバンニ・ドメニコ・ガジーニとファツィオ・ガジーニ (1547-1569) の手によるルネサンス様式のポルチコに置き換えられている。

## モザイク

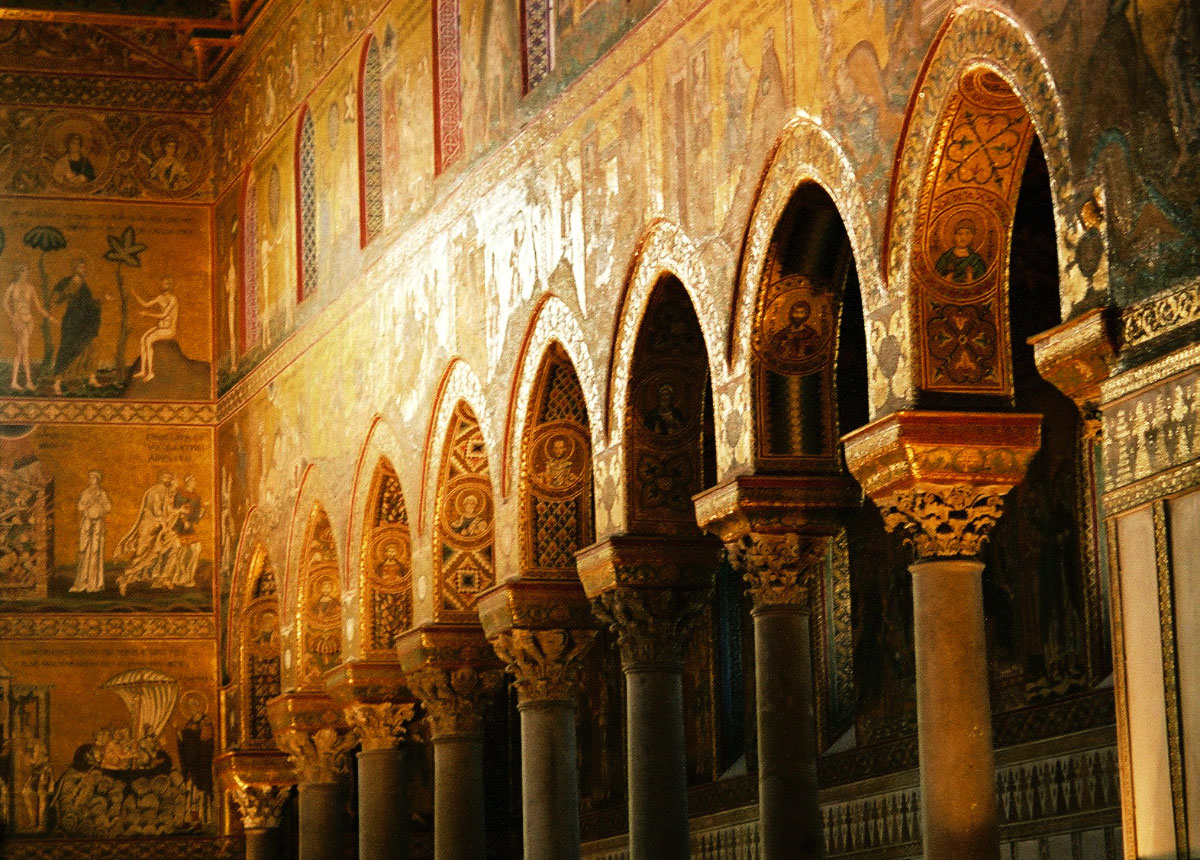
イタリア国内最大規模のビザンティン式モザイクがモンレアーレ大聖堂には現存する。

教会内部のガラスモザイクは総面積6,500平方メートルにも及ぶ大規模なものである。教会内部は背が高い大理石板の台胴を除き、アーチの下端と脇柱を含めたすべての面が金の地に鮮やかな色のモザイク絵で精密に彩られている。モザイク絵は上下左右に枠のような部分が設けられており、縦横に配置されている。内陣には各段が異なる題材や人物を表しているモザイク絵が5つ設けられている。
中央アプスの丸天井には巨大なキリストの上半身像と聖母子座像が、また左右のアプスには聖ペテロと聖パウロの全身像が描かれている。モザイク絵にはそれぞれ説明が付されている。ほとんどがラテン語であるが、ギリシャ語のものもある。身廊のモザイク絵は創世記から始まり、さらに旧約聖書におけるキリストとその贖罪、キリストの降臨を予言し、その準備をした人々の絵が描かれている。下段と内陣周辺には新約聖書に基づく挿話が描かれており、キリストがもたらした奇跡と受難や、使徒、福音伝道者、その他の聖人が題材となっている。10世紀にバシレイオス2世によって作成された正教会暦にあるものから題材が選ばれていることからもビザンティン様式の影響が見られる。

## その他
中央アプスの上部にある祭壇後方には大理石でできた大司教用の玉座がある。この玉座の位置は、アプスと祭壇が聖堂の西端に置かれた初期のバシリカ式配置の名残である。この配置では、ミサのときに司式者が祭壇の後ろに立ち、祭壇越しに信者のいる東を向く格好であった。祭壇の北側前方には王が使用する同様の玉座が置かれている。
1811年の火災で大理石の柱に支えられていた天蓋に覆われていたグリエルモ1世（創建者であるグリエルモ2世の父）の墓（斑岩製の石棺に納められていた）、グリエルモ2世自身の墓（1575年に祀られた）がともに破壊され、同時にモザイクの一部、クルミ材の内陣すべてと天井の一部、オルガンなどが失われた。火災の数年後には墓その他の損傷部分が復元された。
内陣の北側にはグリエルモ1世の妻、マルゲリータ・ディ・ナヴァッラの墓とその息子であるルッジェーロとエンリコの墓、それに1270年に没したフランス王ルイ9世が墓がある。ルイ9世の墓には内臓を納めた壺がともに埋葬されている。内陣の床面は復元されたものではあるが、イスラーム様式の影響を受けた大理石と斑岩が使用されたコズマスタイルとなっている。身廊のモザイク床は16世紀に完成されたもので、大理石で縁取られた斑岩と花崗岩の円形模様が不規則な線と交わっている。
バロック様式を持つ2つの礼拝堂はそれぞれ17世紀と18世紀に追加されたもので、教会の他の部分とは独立している。モザイクが施された左側玄関の銅製扉は1185年にボナンノ・ピサーノが鋳造、制作したものである
。